# 米松
米松（法語：Musson，法語發音：[mysɔ̃]；戈姆方言：Mson）是比利时瓦隆大区盧森堡省維爾通區的一个市镇，南与法国接壤，通行法语，是比利时法语社群的一部分，面积34.81平方千米，人口4,508人（2018年1月1日）。